# Deverra juncea
Deverra juncea är en växtart i släktet Deverra och familjen flockblommiga växter.
Arten är en mindre buske som förekommer i bergskedjan Höga Atlas i Marocko. Den beskrevs av John Ball 1878.